# Jaromír Málek
Jaromír Málek /jaro'mi:r 'ma:lɛk/ (Přibyslav, 5 ottobre 1943 – 23 maggio 2023) è stato un egittologo ceco.
È stato archivista del Griffith Institute presso l'Università di Oxford e ha partecipato come collaboratore e curatore al Topographical Bibliography of Ancient Egyptian Hieroglyphic Texts, Reliefs, and Paintings, una delle più importanti opere di consultazione dell'egittologia.

## Biografia
Ha studiato all'Università Carolina di Praga, dove ha conseguito il dottorato nel 1969. Durante la Primavera di Praga approfittò di un invito a Oxford per trasferirsi permanentemente nel Regno Unito. Dal 1968 lavorò come assistente di Rosalind Moss al Topographical Bibliography of ancient Egyptian Hieroglyphic Texts, Reliefs, and Paintings, un'opera di consultazione che raccoglie tutti i ritrovamenti egizi con iscrizioni geroglifiche. Dal 1971 è stato curatore dell'opera e archivista del Griffith Institute. Si è ritirato nel 2011.
È stato sposato con la scrittrice gallese Jane Jakeman.

## Opere
- (con John Baines), Atlante dell'antico Egitto, ed. italiana a cura di Alessandro Roccati, Istituto geografico De Agostini, 1980 (ed. orig.: Atlas of Ancient Egypt, Facts on File, 1980; Checkmark Books, 2000)
- (con Werner Forman), In the Shadow of the Pyramids, University of Oklahoma Press, 1992
- The Cat in Ancient Egypt, British Museum Press, 1997
- ABC of Egyptian Hieroglyphs, Ashmolean Museum, 1994
- Egyptian Art, Phaidon, 1999
- con Diana Magee e E. Miles, Topographical Bibliography of Ancient Egyptian Hieroglyphic Texts, Statues, Reliefs and Paintings. VIII. Objects of Provenance Not Known, Griffith Institute, 1999
  - Part 1. Royal Statues. Private Statues (Predynastic to Dynasty XVII), Griffith Institute, 1999
  - Part 2. Private Statues (Dynasty XVIII to the Roman Period). Statues of Deities, Griffith Institute, 1999
  - Parts 1 and 2. The Indices, Griffith Institute, 1999
- con J. E. Livet, Alberto Siliotti e M. Kurz, The tomb of Ty, J.E. Livet Edition, 2002
- Egitto: 4000 anni di arte, Phaidon, 2003 (orig. Egypt: 4000 Years of Art, Phaidon, 2003)
- The Treasures of Tutankhamun, Whitman, 2006
- con Elizabeth Fleming, Alison Hobby e Diana Magee, Topographical Bibliography of Ancient Egyptian Hieroglyphic Texts, Statues, Reliefs and Paintings. VIII. Objects of Provenance Not Known, Griffith Institute, 2012
  - Part 3. Stelae: Early Dynastic Period to Dynasty XVII, Griffith Institute, 2007
  - Part 4. Stelae: Dynasty XVIII to the Roman Period, 803-044-050 to 803-099-900, Griffith Institute, 2012
- The Tutankhamun File. The Secrets of the Tomb and the Life of the Pharaohs, Carlton, 2007
- The Treasures of Ancient Egypt, Andre Deutsch, 2010